# دونالد د. براون
دونالد د. براون (بالإنجليزية: Donald D. Brown)‏ هو أستاذ جامعي أمريكي، ولد في 30 ديسمبر 1931 في سينسيناتي في الولايات المتحدة.